# Division 2 1989/90
Die Division 2 1989/90 war die 51. Austragung der zweithöchsten französischen Fußballliga. Es handelte sich seit 1970 um eine offene Meisterschaft mit Profis und Amateuren. Gespielt wurde vom 21. Juli 1989 bis zum 5. Mai 1990; vom 10. Dezember bis 2. Februar gab es eine Winterpause.
Zweitligameister wurde AS Nancy.

## Vereine
Teilnahmeberechtigt waren die 27 Vereine, die nach der vorangegangenen Spielzeit weder in die erste Division auf- noch in die dritte Liga (National) oder tiefer abgestiegen waren; dazu kamen drei Erstligaabsteiger und sechs Aufsteiger aus der National. Diese 36 Teilnehmer spielten in zwei überwiegend nach regionalen Gesichtspunkten eingeteilten Gruppen (eine mit Mannschaften aus dem Norden und Westen sowie eine mit Teams aus dem Süden und Osten).
Somit spielten in dieser Saison folgende Mannschaften um die Meisterschaft der Division 2: Absteiger Aufsteiger
- Gruppe A: Aufsteiger AS Red Star, US Orléans, Stade Reims, Aufsteiger EAC Chaumont, AS Nancy, Absteiger Racing Strasbourg, FC Montceau, der umbenannte CS Louhans-Cuiseaux, FC Gueugnon, CL Dijon, FC Grenoble-Dauphiné, FC Annecy, Olympique Alès, Olympique Nîmes, Aufsteiger Olympique Avignon, Istres Sports, FC Martigues, der umbenannte SC Bastia
- Gruppe B: USL Dunkerque, US Valenciennes-Anzin, Absteiger Racing Lens, SC Abbeville, der umbenannte AS Beauvais, Le Havre AC, FC Rouen, US Créteil, Absteiger Stade Laval, Stade Rennes, EA Guingamp, Quimper Cornouaille FC, Aufsteiger FC Lorient, SCO Angers, Aufsteiger FC Tours, Chamois Niort, der aufgrund einer Fusion umbenannte La Roche Vendée Football, Aufsteiger AS Saint-Seurin

Direkt aufstiegsberechtigt waren nur die jeweiligen Gruppenersten. Dazu kam eine Relegation zwischen dem am schlechtesten platzierten Erstligisten, der nicht direkt abstieg, und dem besten, nicht direkt aufstiegsberechtigten Zweitligisten.

## Saisonverlauf
Jede Mannschaft trug gegen jeden Gruppengegner ein Hin- und ein Rückspiel aus, einmal vor eigenem Publikum und einmal auswärts. Es galt, nachdem die vorjährige Versuchsphase mit der Drei-Punkte-Regelung nicht fortgesetzt wurde, wieder die Zwei-Punkte-Regel. Bei Punktgleichheit gab die Tordifferenz den Ausschlag für die Platzierung; bestand auch darin noch Identität – wie in dieser Saison zwischen Lorient und Abbeville –, entschied die höhere Anzahl erzielter Treffer. In Frankreich wird bei der Angabe des Punktverhältnisses ausschließlich die Zahl der Pluspunkte genannt; hier geschieht dies in der in Deutschland zu Zeiten der 2-Punkte-Regel üblichen Notation.
Keinem der Erstligaabsteiger aus der vorangegangenen Saison gelang die unmittelbare Rückkehr ins „fußballerische Oberhaus“; dafür musste mit Lorient, der „Fahrstuhlmannschaft“ der späten 1980er Jahre, nur einer der vorjährigen Drittligisten die Division 2 sofort wieder verlassen. Aufsteiger Red Star, sportlich gleichfalls auf einem Abstiegsplatz, profitierte dabei allerdings nur von Grenobles freiwilligem Rückzug in die National. In Gruppe B beendete die Mannschaft aus Niort 19 ihrer 34 Begegnungen mit einem Remis, ein Wert, den zuvor noch kein Verein der zweiten Division erreicht hatte.
In den 612 Begegnungen wurden nur noch 1.430 Treffer erzielt; das entspricht einem Mittelwert von knapp 2,34 Toren je Spiel und stellte – zum dritten Mal in Folge – einen neuen Negativrekord in der Ligageschichte dar. Erfolgreichste Torschützen waren in Gruppe A Didier Monczuk aus Strasbourg mit 26 und in Gruppe B Jean-Pierre Orts (Rouen) mit 22 Treffern; Monczuk gewann somit die Liga-Torjägerkrone. Zur folgenden Spielzeit kam lediglich ein Absteiger aus der Division 1, der FC Mulhouse, hinzu, weil Racing Paris 1 freiwillig direkt in die dritthöchste Liga ging; aus dieser stiegen sechs Mannschaften auf, und zwar Olympique Saint-Quentin, Le Mans UC, FC Bourges, SAS Épinal, Stade Rodez sowie Gazélec FCO Ajaccio.

## Abschlusstabellen

### Gruppe A
| Pl. | Verein                | Sp. | S  | U  | N  | Tore    | Diff. | Punkte |
| --- | --------------------- | --- | -- | -- | -- | ------- | ----- | ------ |
| 1.  | AS Nancy              | 34  | 21 | 8  | 5  | 062:240 | +38   | 50:18  |
| 2.  | Racing Strasbourg (A) | 34  | 16 | 11 | 7  | 070:390 | +31   | 43:25  |
| 3.  | Olympique Nîmes       | 34  | 17 | 9  | 8  | 056:340 | +22   | 43:25  |
| 4.  | Olympique Alès        | 34  | 15 | 13 | 6  | 046:290 | +17   | 43:25  |
| 5.  | FC Martigues          | 34  | 13 | 14 | 7  | 038:330 | +5    | 40:28  |
| 6.  | SC Bastia             | 34  | 14 | 11 | 9  | 046:380 | +8    | 39:29  |
| 7.  | Stade Reims           | 34  | 13 | 9  | 12 | 037:320 | +5    | 35:33  |
| 8.  | Olympique Avignon (N) | 34  | 13 | 8  | 13 | 043:540 | −11   | 34:34  |
| 9.  | Istres Sports         | 34  | 10 | 11 | 13 | 039:440 | −5    | 31:37  |
| 10. | CL Dijon              | 34  | 11 | 9  | 14 | 034:450 | −11   | 31:37  |
| 11. | FC Gueugnon           | 34  | 10 | 10 | 14 | 049:490 | ±0    | 30:38  |
| 12. | US Orléans            | 34  | 10 | 10 | 14 | 044:490 | −5    | 30:38  |
| 13. | CS Cuiseaux-Louhans   | 34  | 8  | 14 | 12 | 038:440 | −6    | 30:38  |
| 14. | FC Annecy             | 34  | 9  | 12 | 13 | 031:430 | −12   | 30:38  |
| 15. | EAC Chaumont (N)      | 34  | 10 | 9  | 15 | 036:520 | −16   | 29:39  |
| 16. | FC Grenoble-Dauphiné  | 34  | 8  | 12 | 14 | 035:460 | −11   | 28:40  |
| 17. | AS Red Star (N)       | 34  | 9  | 10 | 15 | 027:470 | −20   | 28:40  |
| 18. | FC Montceau           | 34  | 5  | 8  | 21 | 033:620 | −29   | 18:50  |

Platzierungskriterien: 1. Punkte – 2. Tordifferenz – 3. geschossene Tore

| (A) | Absteiger aus der Division 1 1988/89 |
| (N) | Neuaufsteiger                        |

### Gruppe B
| Pl. | Verein                    | Sp. | S  | U  | N  | Tore    | Diff. | Punkte |
| --- | ------------------------- | --- | -- | -- | -- | ------- | ----- | ------ |
| 1.  | Stade Rennes              | 34  | 18 | 8  | 8  | 039:270 | +12   | 44:24  |
| 2.  | US Valenciennes-Anzin (A) | 34  | 18 | 8  | 8  | 045:340 | +11   | 44:24  |
| 3.  | FC Rouen                  | 34  | 16 | 9  | 9  | 046:290 | +17   | 41:27  |
| 4.  | Stade Laval (A)           | 34  | 15 | 11 | 8  | 049:350 | +14   | 41:27  |
| 5.  | Le Havre AC               | 34  | 16 | 8  | 10 | 046:280 | +18   | 40:28  |
| 6.  | AS Beauvais               | 34  | 12 | 14 | 8  | 033:290 | +4    | 38:30  |
| 7.  | Chamois Niort             | 34  | 8  | 19 | 7  | 030:290 | +1    | 35:33  |
| 8.  | Racing Lens (A)           | 34  | 13 | 8  | 13 | 042:370 | +5    | 34:34  |
| 9.  | US Créteil                | 34  | 10 | 13 | 11 | 033:310 | +2    | 33:35  |
| 10. | SCO Angers                | 34  | 10 | 13 | 11 | 045:440 | +1    | 33:35  |
| 11. | USL Dunkerque             | 34  | 9  | 15 | 10 | 028:360 | −8    | 33:35  |
| 12. | AS Saint-Seurin (N)       | 34  | 12 | 7  | 15 | 044:430 | +1    | 31:37  |
| 13. | EA Guingamp               | 34  | 9  | 13 | 12 | 032:380 | −6    | 31:37  |
| 14. | FC Tours (N)              | 34  | 11 | 8  | 15 | 046:460 | ±0    | 30:38  |
| 15. | La Roche VF               | 34  | 7  | 14 | 13 | 028:380 | −10   | 28:40  |
| 16. | FC Lorient (N)            | 34  | 9  | 9  | 16 | 032:520 | −20   | 27:41  |
| 17. | SC Abbeville              | 34  | 9  | 9  | 16 | 027:470 | −20   | 27:41  |
| 18. | Quimper Cornouaille FC    | 34  | 4  | 14 | 16 | 021:430 | −22   | 22:46  |

Platzierungskriterien: 1. Punkte – 2. Tordifferenz – 3. geschossene Tore

| (A) | Absteiger aus der Division 1 1988/89 |
| (N) | Neuaufsteiger                        |

## Ermittlung des Meisters
Die beiden Gruppensieger trafen in Hin- und Rückspiel aufeinander, um den diesjährigen Meister der Division 2 zu ermitteln. Dabei setzte Nancy sich in beiden Begegnungen mit 1:0 gegen Rennes durch und gewann so die diesjährige Zweitligameisterschaft.
| Gruppe B     | Gesamt | Gruppe A | Hinspiel | Rückspiel |
| ------------ | ------ | -------- | -------- | --------- |
| Stade Rennes | 0:2    | AS Nancy | 0:1      | 0:1       |

## Relegation
Die Gruppenzweiten und -dritten kämpften in einer zweistufigen Ausscheidung darum, wer von ihnen gegen den Erstliga-18. OGC Nizza um einen weiteren Aufstiegsplatz in die höchste Spielklasse spielen durfte. Zunächst trafen die beiden Gruppenzweiten in einem einzigen Spiel jeweils auf den Dritten der anderen Gruppe; hierbei setzten sich Strasbourg gegen Rouen mit 2:0 und Valenciennes-Anzin gegen Nîmes mit 3:1 durch und trafen anschließend – nun wieder in Hin- und Rückspiel – aufeinander. Dabei spielten die Elsässer vor eigenem Publikum gegen die Nordfranzosen nur 0:0, setzten sich in Valenciennes aber nach Verlängerung mit 3:2 durch.
Danach gewann Strasbourg zunächst an der Meinau mit 3:1 gegen Nizza, unterlag im Rückspiel an der Côte d’Azur allerdings sehr deutlich mit 0:6, so dass diesmal kein dritter Zweitdivisionär in die Division 1 aufstieg.
|                                     | Ergebnis |                               |
| ----------------------------------- | -------- | ----------------------------- |
| Racing Strasbourg (2. Gruppe A)     | 2:0      | FC Rouen (3. Gruppe B)        |
| US Valenciennes-Anzin (2. Gruppe B) | 3:1      | Olympique Nîmes (3. Gruppe A) |

| Sieger Spiel 1    | Gesamt | Sieger Spiel 2        | Hinspiel | Rückspiel |
| ----------------- | ------ | --------------------- | -------- | --------- |
| Racing Strasbourg | 3:2    | US Valenciennes-Anzin | 0:0      | 3:2 n. V. |

| Division 2        | Gesamt | Division 1 | Hinspiel | Rückspiel |
| ----------------- | ------ | ---------- | -------- | --------- |
| Racing Strasbourg | 3:7    | OGC Nizza  | 3:1      | 0:6       |